# Oresbius alexanderi
Oresbius alexanderi là một loài tò vò trong họ Ichneumonidae.